# Pojogeni, Gorj
Pojogeni este un sat ce aparține orașului Târgu Cărbunești din județul Gorj, Oltenia, România.

## Vezi și
- Biserica de lemn din Comănești-Gănești
- Biserica de lemn din Comănești-Cioplești
- Biserica de lemn din Pojogeni-Dealul Ocii
- Biserica de lemn din Pojogeni din Văi

## Imagini

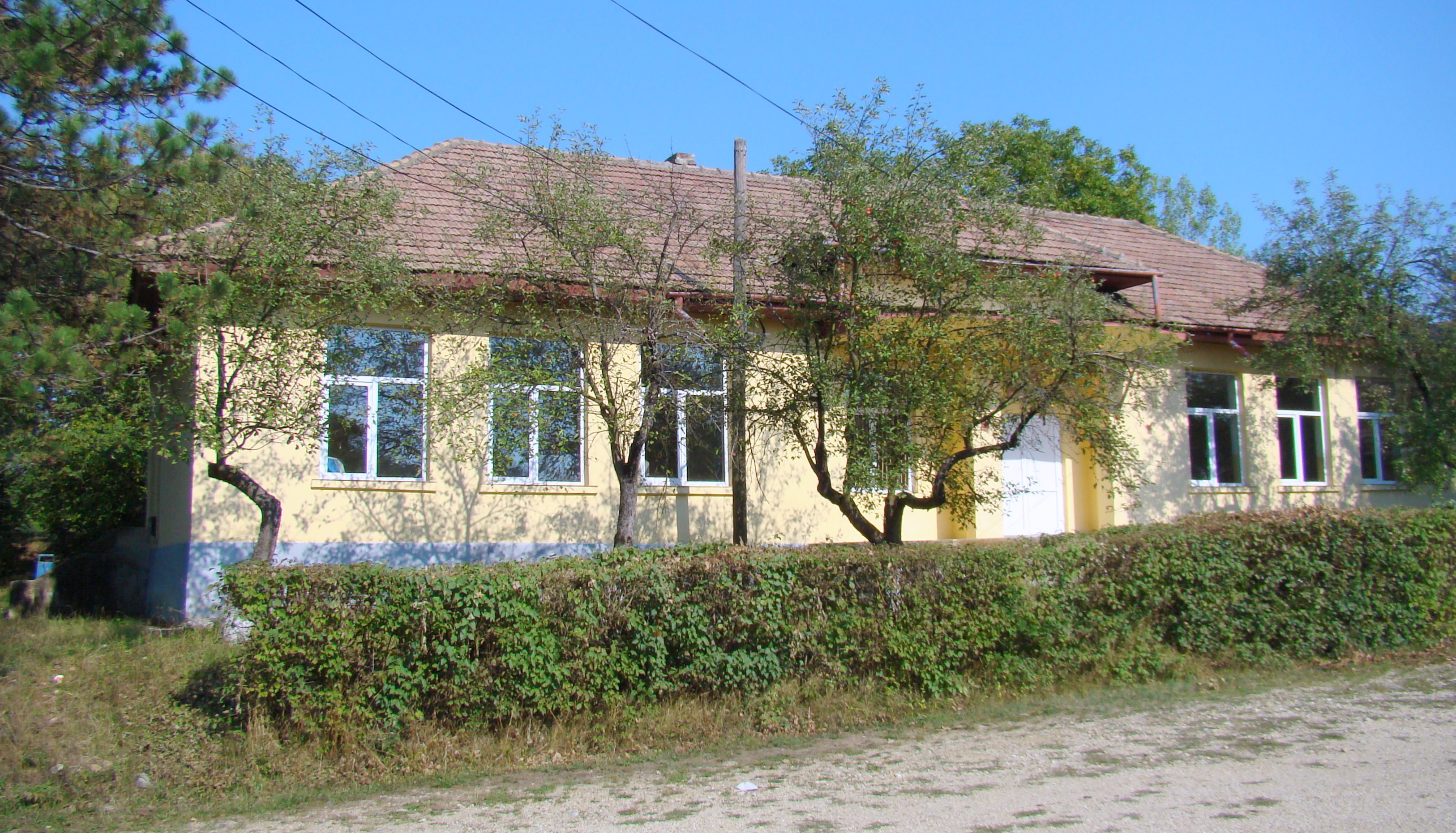
Școala
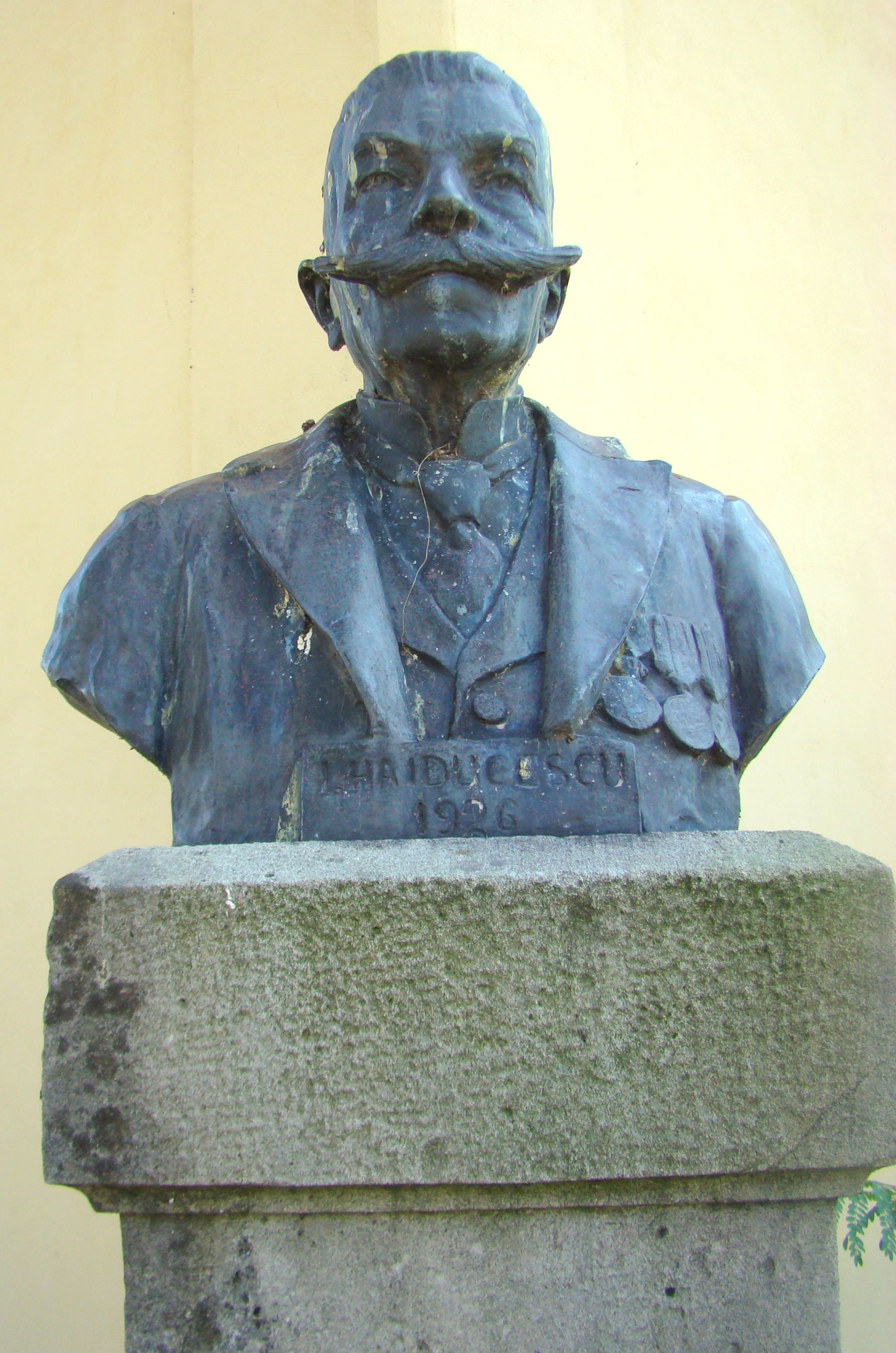
Bustul învățătorului Ion Haiducescu
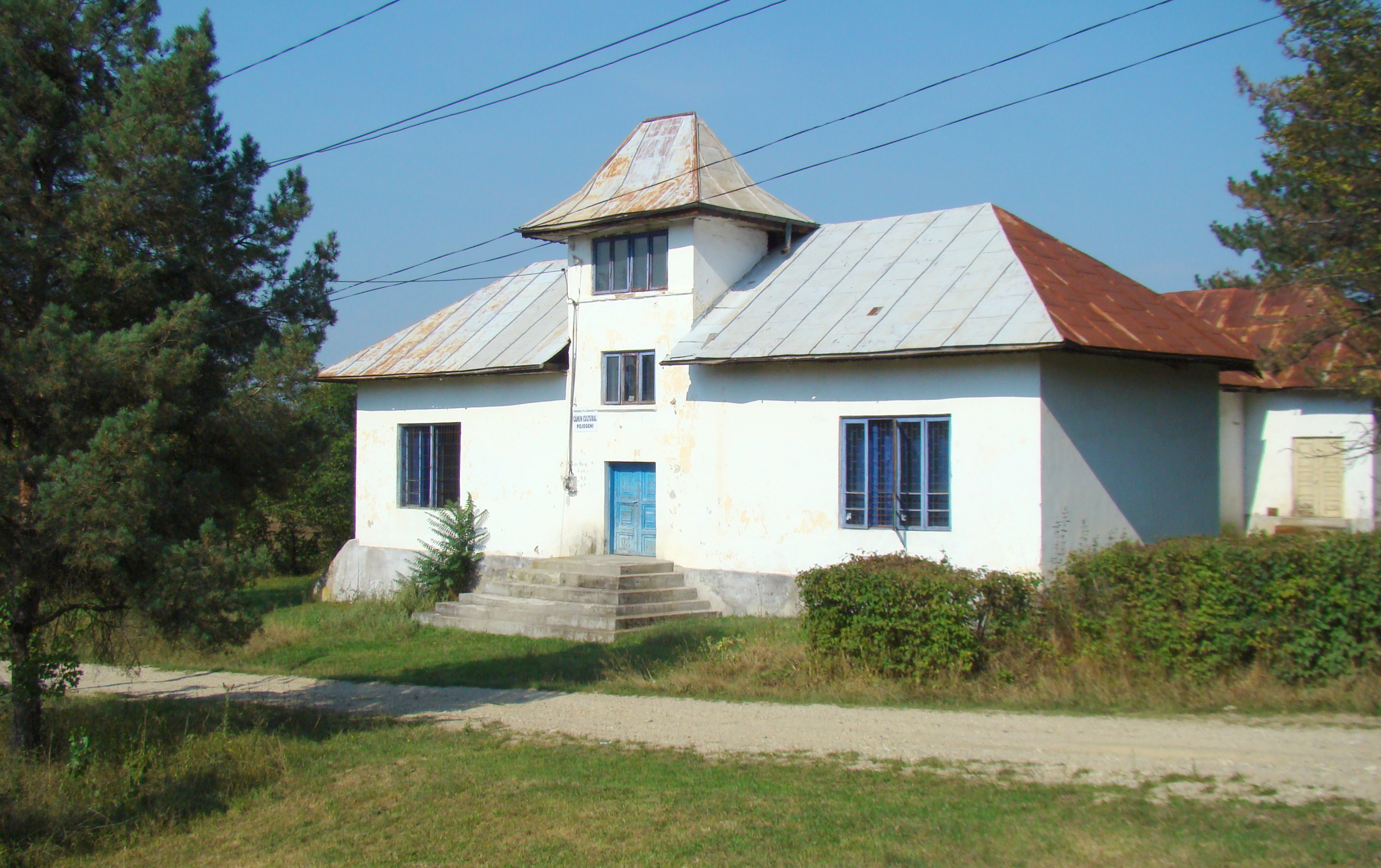
Căminul cultural
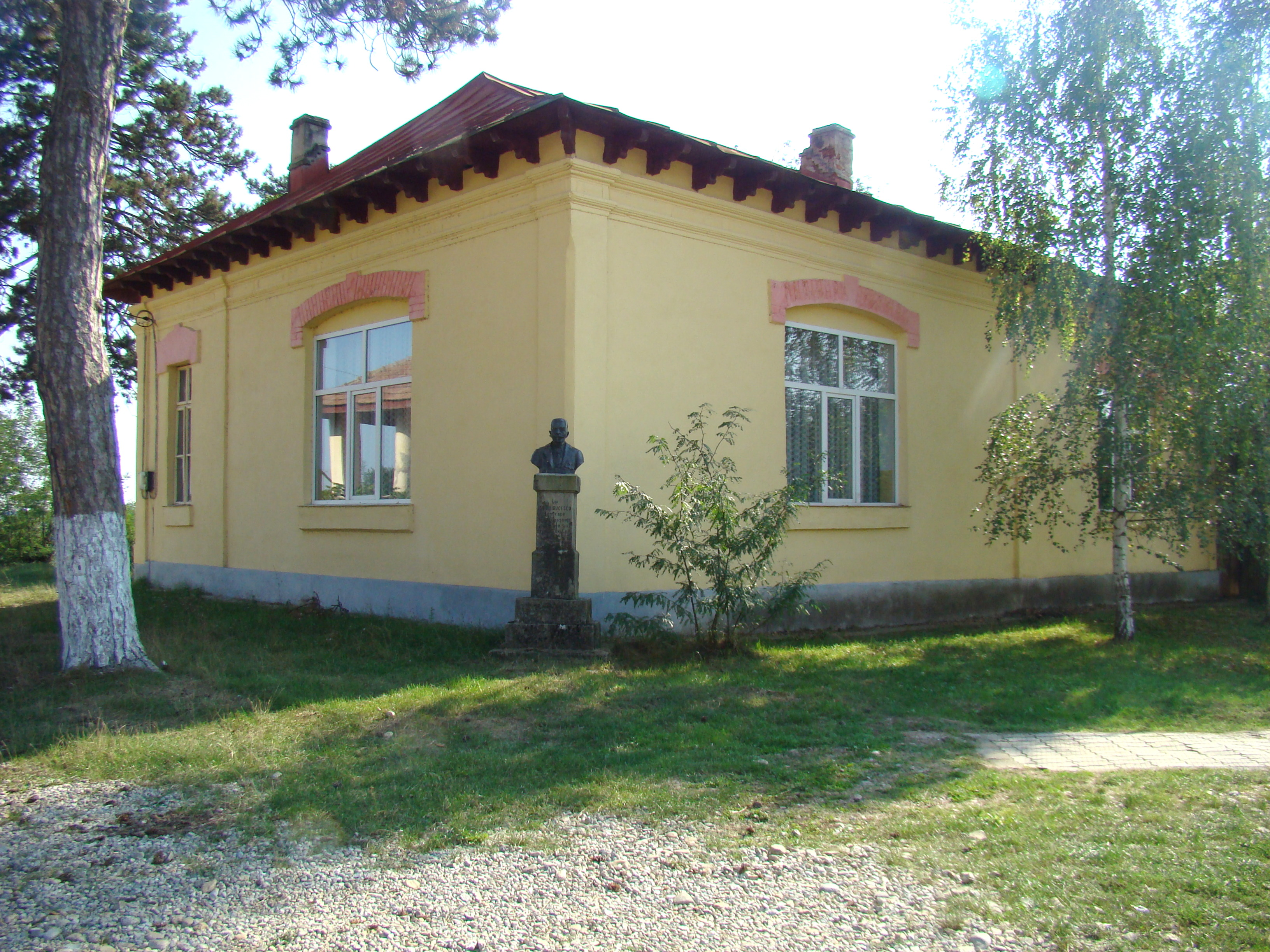
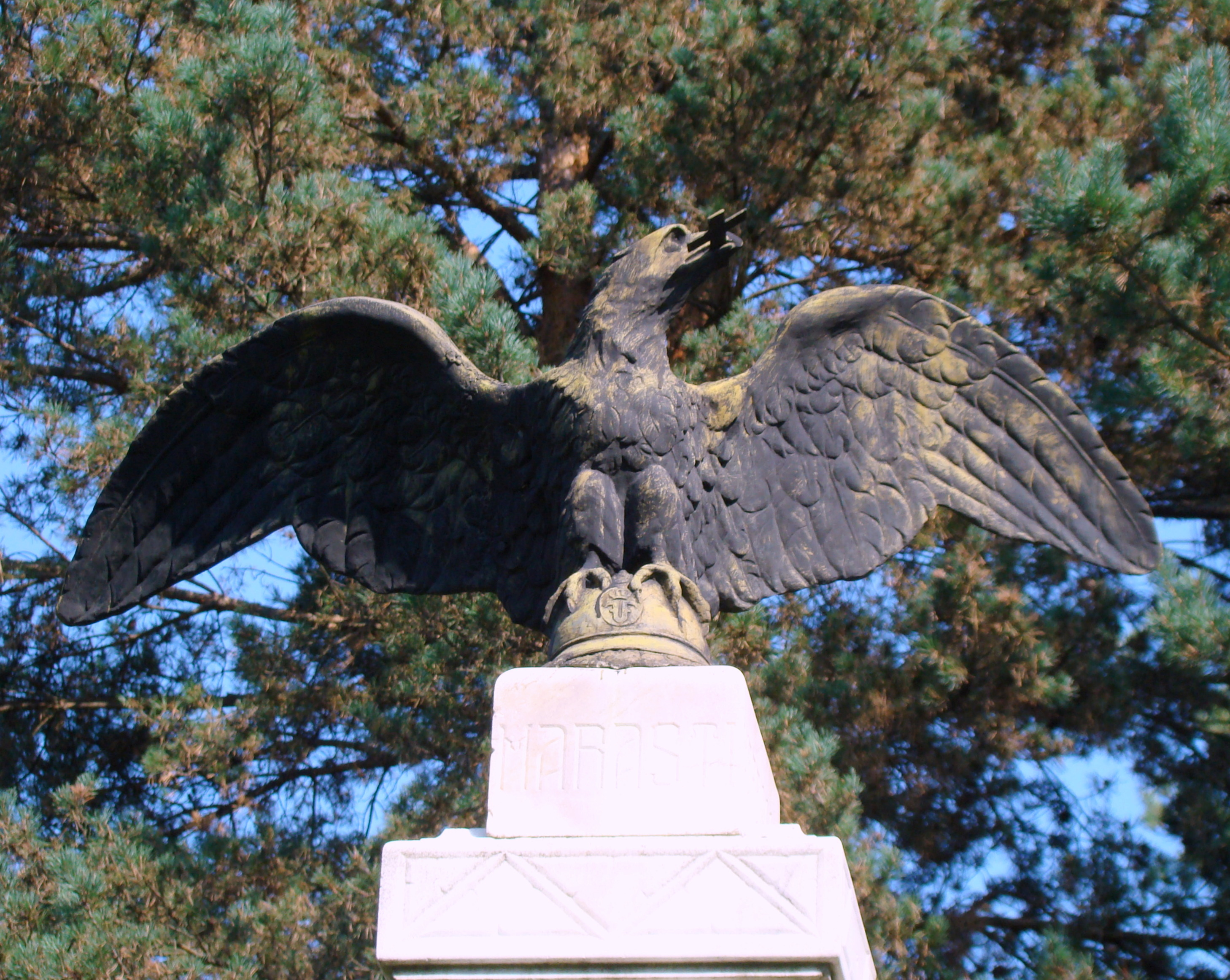
Monumentul eroilor căzuți în primul război mondial (monument istoric)
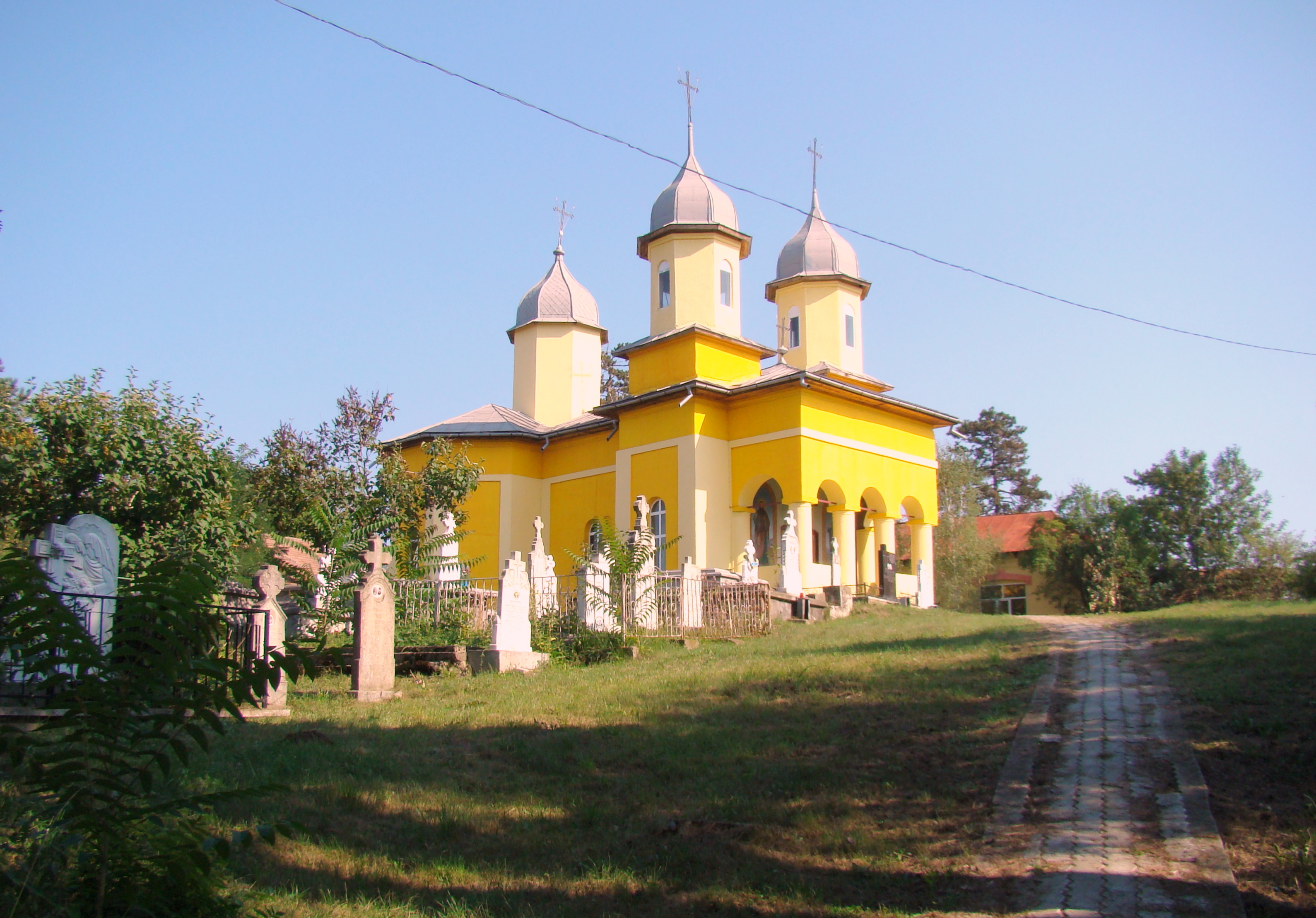
Biserica

 Acest articol despre o localitate din județul Gorj este deocamdată un ciot. Puteți ajuta Wikipedia prin completarea lui.